# 1. deild islandzka w piłce nożnej (1983)
Sezon 1983 był 72. sezonem o mistrzostwo Islandii. Drużyna Víkingur Reykjavík nie obroniła tytułu mistrzowskiego, zdobył go natomiast zespół Akraness, zdobywając dwadzieścia cztery punkty w osiemnastu meczach. Po sezonie spadły zespoły ÍB Vestmannaeyja i ÍB Ísafjörður.

## Drużyny
Po sezonie 1982 z ligi spadły zespoły Fram i KA Akureyri, z 2. deild awansowały natomiast drużyny Þór Akureyri i Þróttur Reykjavík.
| Uczestnicy poprzedniej edycji                                                                                 | Uczestnicy poprzedniej edycji | Uczestnicy poprzedniej edycji | Uczestnicy poprzedniej edycji |
| --- | ----------------------------- | ----------------------------- | ----------------------------- |
| VÍR | Víkingur Reykjavík            | 1                             |                               |
| ÍBV | ÍB Vestmannaeyja              | 2                             |                               |
| KRE | KR                            | 3                             |                               |
| ÍA | Akraness                      | 4                             |                               |
| VAL | Valur                         | 5                             |                               |
| ÍBI | ÍB Ísafjörður                 | 6                             |                               |
| BRE | Breiðablik                    | 7                             |                               |
| ÍBK | Keflavík                      | 8                             |                               |
| Awans z 2. deild                                                                                              |                               |                               |                               |
| ÞRR | Þróttur Reykjavík             | 1                             |                               |
| ÞÓR | Þór Akureyri                  | 2                             |                               |
| Oznaczenia: - kolumna pierwsza – skróty nazw drużyn, - kolumna trzecia – miejsce zajęte w poprzednim sezonie. |                               |                               |                               |

## Tabela
| Lp. | Drużyna              | M  | Z  | R  | P | Bramki | Bramki | Różn. | Pkt | Uwagi                                    |
| --- | -------------------- | -- | -- | -- | - | ------ | ------ | ----- | --- | ---------------------------------------- |
| 1   | Akraness (M)         | 18 | 10 | 4  | 4 | 29     | 11     | +18   | 24  | Puchar Europy • I runda                  |
| 2   | KR                   | 18 | 5  | 10 | 3 | 18     | 19     | −1    | 20  | Puchar UEFA • 1/32 finału                |
| 3   | Breiðablik           | 18 | 6  | 7  | 5 | 23     | 20     | +3    | 19  |                                          |
| 4   | Þór Akureyri         | 18 | 5  | 8  | 5 | 21     | 19     | +2    | 18  |                                          |
| 5   | Valur                | 18 | 7  | 4  | 7 | 29     | 31     | −2    | 18  |                                          |
| 6   | Þróttur Reykjavík    | 18 | 6  | 6  | 6 | 24     | 31     | −7    | 18  |                                          |
| 7   | Víkingur Reykjavík   | 18 | 4  | 9  | 5 | 20     | 20     | 0     | 17  |                                          |
| 8   | Keflavík             | 18 | 8  | 1  | 9 | 24     | 27     | −3    | 17  |                                          |
| 9   | ÍB Vestmannaeyja (S) | 18 | 5  | 6  | 7 | 27     | 25     | +2    | 16  | Puchar Zdobywców Pucharów • 1/16 finału1 |
| 9   | ÍB Vestmannaeyja (S) | 18 | 5  | 6  | 7 | 27     | 25     | +2    | 16  | Spadek do 2. deild                       |
| 10  | ÍB Ísafjörður (S)    | 18 | 2  | 9  | 7 | 16     | 28     | −12   | 13  | Spadek do 2. deild                       |

## Wyniki
| Gospodarz \ Gość   | ÍA  | BRE | KRE | ÍBK | VAL | ÍBV | VÍR | ÍBI | ÞRR | ÞÓR |
| Akraness           |     | 3:2 | 1:1 | 4:0 | 2:0 | 1:1 | 2:0 | 3:0 | 5:0 | 0:2 |
| Breiðablik         | 1:0 |     | 0:1 | 2:1 | 2:2 | 1:0 | 0:0 | 1:1 | 2:3 | 3:0 |
| KR                 | 0:0 | 1:0 |     | 0:1 | 3:2 | 2:2 | 2:1 | 0:0 | 0:0 | 1:1 |
| Keflavík           | 0:1 | 0:2 | 1:1 |     | 1:2 | 3:1 | 1:2 | 3:0 | 3:2 | 2:1 |
| Valur              | 0:3 | 2:1 | 4:1 | 0:2 |     | 3:0 | 2:1 | 1:1 | 1:4 | 2:0 |
| ÍB Vestmannaeyja   | 2:1 | 2:2 | 0:0 | 1:2 | 3:0 |     | 1:1 | 4:0 | 3:0 | 3:1 |
| Víkingur Reykjavík | 1:2 | 0:0 | 1:2 | 3:1 | 1:1 | 2:0 |     | 2:2 | 0:0 | 0:0 |
| ÍB Ísafjörður      | 1:0 | 1:1 | 1:1 | 1:2 | 1:3 | 2:2 | 2:3 |     | 2:0 | 0:0 |
| Þróttur Reykjavík  | 0:0 | 1:1 | 2:2 | 2:1 | 3:2 | 3:1 | 2:2 | 1:0 |     | 1:2 |
| Þór Akureyri       | 0:1 | 2:2 | 2:0 | 2:0 | 2:2 | 1:1 | 0:0 | 1:1 | 4:0 |     |

Źródło:  (ang.)
Objaśnienia:
1Drużyna gospodarzy jest wymieniona po lewej stronie tabeli.
2Vestmannaeyjar wystawił nieuprawnionego gracza, wskutek czego mecz został zweryfikowany na korzyść rywali bez zmiany wyniku.
Kolory: zielony – zwycięstwo gospodarzy, żółty – remis, różowy – zwycięstwo gości.

## Najlepsi strzelcy
| Bramki | Strzelcy              | Drużyna            |
| ------ | --------------------- | ------------------ |
| 14     | Ingi Björn Albertsson | Valur              |
| 12     | Sigurður Grétarsson   | Breiðablik         |
| 9      | Guðjón Guðmundsson    | Þór Akureyri       |
| 9      | Heimir Karlsson       | Víkingur Reykjavík |
| 8      | Hlynur Stefánsson     | ÍB Vestmannaeyja   |
| 7      | 4 zawodników          | 4 zawodników       |
| 6      | 1 zawodnik            | 1 zawodnik         |
| 5      | 4 zawodników          | 4 zawodników       |
| 4      | 6 zawodników          | 6 zawodników       |
| 3      | 9 zawodników          | 9 zawodników       |